# Zona Norte de Guaratinguetá
Zona Norte de Guaratinguetá é a região estudantil do município paulista de Guaratinguetá.
Nesta área estão localizadas  a Universidade Estadual Paulista Júlio de Mesquita Filho(UNESP), Campus de Guaratinguetá, a Faculdade de Tecnologia de Guaratinguetá (FATEC) e a Faculdade Nogueira da Gama.